# Еслінгенський імперський монетний статут
Еслінгенський імперський монетний статут (нім. Eβlinger Reichsmünzordnung) — перший імперський монетний статут, прийнятий на рейхстазі 10 листопада 1524 року в місті Еслінген з метою уніфікації грошового обігу у Священній Римській імперії. Затверджував єдиними імперськими монетами золотий гульден і срібний гульдинер, їх вагу та пробу. Цілі Еслінгенського монетного статуту переважно не були досягнуті, але він закріпив за великими срібними монетами талерного типу, статус імперської грошової одиниці. Саме цю подію розглядають як межу між середньовічним та новочасним грошовим обігом Німеччини.

## Опис
Еслінгенський імперський монетний статут став першим документом, покликаним уніфікувати грошовий обіг у Священній Римській імперії. 10 листопада 1524 року його було прийнято рейхстагом і підписано імператором Карлом V. Згідно з документом основною грошовою одиницею держави було встановлено золотий гульден (голдгульден). Його мали карбувати із золота 916,667 проби (22 карати) зі стопою в 89 монет із однієї кельнської марки (233,588 г) 22-каратного золота. Нарівні з золотим гульденом міг циркулювати і срібний гульден або гульдинер загальною вагою 29,23 г срібла 938 проби або 27,41 г чистого срібла. Срібний гульдинер згідно зі статутом мав складатися з 24 срібних грошів (грошенів), які треба було карбувати зі срібла 750 проби.
Крім вагових характеристик монет визначався їх зовнішній вигляд. На аверсі належало поміщати герб того міста чи держави, у якому проводилася карбування, на реверсі — імперського орла.
Крім визначення зовнішніх характеристик та змісту металу у грошових одиницях, статутом передбачалося створення контролюючих органів, які мали слідкувати за дотриманням його положень.

## Вплив на грошовий обіг
За своєю суттю статут був недостатньо опрацьований. Чеські йоахимсталери та саксонські талери, викарбувані колосальними за середньовічними мірками тиражами, містили 27,2 г чистого срібла, тоді як затверджені статутом срібні гульдинери (законодавчо прирівнені по вартості до золотого голдгульдена), мали включати на 0,21 г більше — 27,41 г чистого срібла. Перекарбування одних монет в інші обійшлося б надто дорого і, відповідно, цим ніхто не займався. Виготовлення монет малого номіналу в крейцерах із високопробного (750 проби) срібла також було надмірно дорогим. Відповідно, не дивлячись на впровадження статуту, реальними розрахунковими засобами продовжували залишатися раніше випущені монети.
Положення монетного статуту було неможливо реалізувати і з економічних причин. Відповідно до статуту вартість золота до срібла визначалася як 1:11,38. Оскільки в цей час до Європи почала надходити велика кількість срібла з іспанської Америки, це спричинило неухильне здешевлення вартості срібла відносно золота. Більше того в Саксонії та Богемії в 1536 році знизили вміст чистого срібла в місцевих гульдинерах з 27,2 до 26,39 грам, що додатково здешевило їх відносно золотих монет.
Незважаючи на фактичне невиконання положень документа, Еслінгенський монетний статут вплинув на грошовий обіг у Священній Римській імперії. Так, основною ваговою одиницею щодо монетної стопи була прийнята кельнська марка (233,588 г). Вона використовувалася до 1857 року, коли Віденською монетною конвенцією за вагову одиницю прийняли митний фунт (500 г). Також Еслінгенський монетний статут закріпив за великими срібними монетами, які отримали назву талера, статус імперської грошової одиниці. Саме цю подію розглядають як межу між грошовим обігом Німеччини середньовіччя та Нового часу.
У 1551 році рейхстаг прийняв новий Аугсбурзький імперський монетний статут.